# Patrik Åström
Patrik Joakim Åström, född 28 augusti 1987, är en svensk fotbollsspelare. Han har tidigare spelat för Landskrona BoIS och Ängelholms FF i Superettan. Han har även spelat tre allsvenska seriematcher för Helsingborgs IF.

## Karriär
Åström började sin spelarkarriär i moderklubben Ödåkra IF och gick därifrån vidare till Helsingborgs IF för vilka han spelade tre matcher i Allsvenskan under säsongerna 2006 och 2007 samt en match i kvalet till Uefacupen 2007/2008 mot JK Trans Narva. Säsongen därpå blev han utlånad till Ängelholms FF i Superettan och han gjorde även en andra säsong med Ängelholm innan han blev klar för Landskrona BoIS. Den 1 augusti 2011 gjorde Åström två mål i 3–0-segern över Hammarby IF i Superettan.  Åström fick inget förnyat kontrakt efter säsongen 2013.
I december 2014 skrev Åström på ett ettårskontrakt för Ängelholms FF. Han spelade endast tre ligamatcher under säsongen 2015. Inför säsongen 2016 skrev han kontrakt med Eskilsminne IF.
Säsongen 2017 spelade Åström fyra matcher och gjorde fyra mål för division 5-klubben Fortuna FF. I januari 2018 skrev han på för division 2-klubben Hittarps IK.